# Tollerton (Nottinghamshire)
Pour les articles homonymes, voir Tollerton.
Tollerton est un village du Nottinghamshire, en Angleterre.